# Pascal Zuberbühler
Pascal Zuberbühler (ur. 8 stycznia 1971 we Frauenfeld) – szwajcarski piłkarz grający na pozycji bramkarza. Przez siedem lat – od 1992 do 1999 roku – grał w Grasshopper Club; w tym czasie zdobył trzy tytuły mistrza kraju. W 2000 roku wyjechał do Bayeru 04 Leverkusen, gdzie znacznie obniżył formę. W Bundeslidze rozegrał tylko trzynaście meczów, a po kilku słabszych spotkaniach został zastąpiony przez Polaka Adama Matyska. Powrócił do FC Basel, z którym trzykrotnie triumfował w rozgrywkach ligowych oraz – w sezonie 2002–2003 – grał w Lidze Mistrzów. W sierpniu 2006 roku przeniósł się do West Bromwich Albion, ale był tam jedynie zmiennikiem Deana Kiely’ego, i kilka miesięcy później powrócił do Szwajcarii, tym razem do Neuchâtel Xamax. W lipcu 2008 podpisał kontrakt z Fulham F.C., w którym rywalizował o miejsce w składzie z Australijczykiem Markiem Schwarzerem.
W barwach reprezentacji Szwajcarii zadebiutował już w 1994 roku, ale przez wiele lat był tylko dublerem, najpierw Marco Pascolo, a później Jörga Stiela. Pierwszym bramkarzem drużyny narodowej został po Euro 2004. Na Mundialu 2006, na którym Szwajcarzy doszli do drugiej rundy, nie przepuścił ani jednego gola. Reprezentacyjną przygodę zakończył po Euro 2008.

## Kariera klubowa
| Sezony  | Klub                    | Rozgrywki         | Mecze | Bramki |
| ------- | ----------------------- | ----------------- | ----- | ------ |
| 1992-99 | Grasshopper Club        | Axpo Super League | 189   | 0      |
| 2000    | FC Aarau (wypożyczenie) | Axpo Super League | 2     | 0      |
| 2000-01 | Bayer 04 Leverkusen     | Bundesliga        | 13    | 0      |
| 2001-06 | FC Basel                | Axpo Super League | 178   | 0      |
| 2006-07 | West Bromwich Albion    | Championship      | 15    | 0      |
| 2007-08 | Neuchâtel Xamax         | Axpo Super League | 51    | 0      |
| od 2008 | Fulham F.C.             | Premiership       |       |        |

## Kariera reprezentacyjna
W reprezentacji Szwajcarii zadebiutował 6 września 1994 w wygranym 1:0 meczu przeciwko Zjednoczonym Emiratom Arabskim. Dwa lata później nie znalazł się w kadrze na Euro 1996. Pierwszym bramkarzem na tym turnieju był Marco Pascolo, który aż do 2001 roku miał pewne miejsce w kadrze. Kiedy Pascolo zakończył reprezentacyjną karierę, selekcjoner Jakob Kuhn postawił na doświadczonego Jörga Stiela. Stiel grał w eliminacjach do Euro 2004 oraz w samej imprezie. Zuberbühler po tym, jak został piłkarzem FC Basel i ustabilizował formę, ponownie znalazł się w orbicie zainteresowań trenera kadry.
Po Euro 2004 34-letni Zuberbühler zastąpił Stiela, który pożegnał się z reprezentacją. Na Mundialu 2006 kierował jedną z najmłodszych formacji defensywnych, tak skutecznie, że we wszystkich czterech meczach (trzy spotkania fazy grupowej i mecz 1/8 finału) nie puścił gola. Szwajcarzy zajęli w grupie pierwsze miejsce, wyprzedzając m.in. przyszłych wicemistrzów świata Francuzów, ale w drugiej rundzie nie dali rady Ukraińcom. W konkursie rzutów karnych jego vis-à-vis Ołeksandr Szowkowskyj okazał się skuteczniejszy.
Jednak mimo udanego występu na Mundialu, wkrótce po turnieju stracił miejsce w kadrze na rzecz młodszego o dwanaście lat Diego Benaglio, który notował dobre mecze w barwach CD Nacional i VfL Wolfsburg. Zuberbühler – jako rezerwowy – uczestniczył w Euro 2008, zagrał nawet w jednym spotkaniu (z Portugalią 2:0). Po mistrzostwach ogłosił zakończenie reprezentacyjnej kariery.

## Sukcesy piłkarskie
- mistrzostwo Szwajcarii 1995, 1996 i 1998 oraz Puchar Szwajcarii 1994 z Grasshoppers Zurych
- mistrzostwo Szwajcarii 2002, 2004 i 2005, Puchar Szwajcarii 2002 i 2003 oraz druga runda Ligi Mistrzów 2003 z FC Basel

W reprezentacji Szwajcarii od 1994 do 2008 roku rozegrał 51 meczów – start w Euro 2004 (faza grupowa, jako rezerwowy), Mundialu 2006 (1/8 finału) oraz Euro 2008 (faza grupowa, jako rezerwowy).